# Beb Bakhuijs

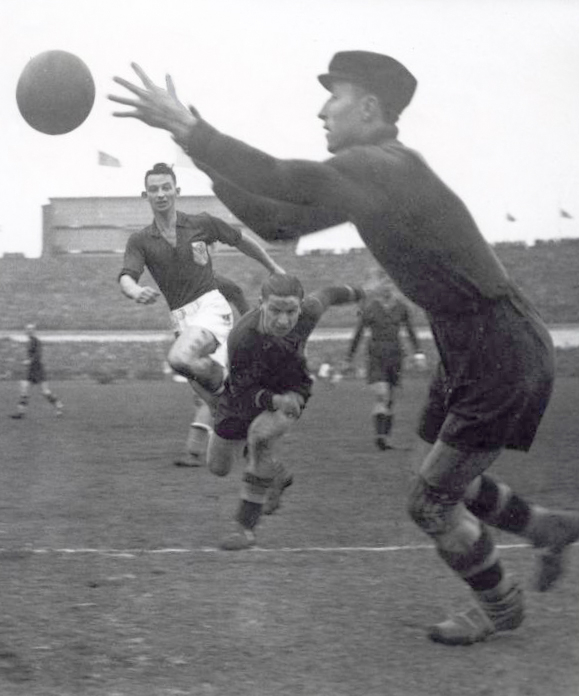
Beb Bakhuijs en Arnold Badjou in 1935

Elisa Hendrik (Beb) Bakhuijs (Pekalongan, 17 april 1909 – Den Haag, 7 juli 1982) was een Nederlandse voetballer die in de jaren dertig een hoofdrol speelde in het Nederlands elftal.

## Clubvoetbal

### Jeugdjaren en debuut
Bakhuijs werd op 8-jarige leeftijd lid van het Haagse Quick, waar ook zijn beide oudere broers lid van waren. In 1917/18 komt hij voor het eerst voor op de ledenlijst. Hij is echter niet lang lid gebleven want in de zomer van 1919 stapte hij op aandringen van enige vriendjes over naar HBS. Dit tot groot verdriet van zijn broers. Ook bij HBS duurde het avontuur niet lang. Slechts één seizoen was Beb aldaar lid. Door een verhuizing naar het Gelderse Hattem moest hij in de zomer van 1920 het lidmaatschap van HBS opgeven. In Hattem, waar hij twee jaar woonde, voetbalde hij bij V.C.H. Op 8 mei 1922 verhuisde hij naar Zwolle. Op 13-jarige leeftijd mocht hij in 1922 lid worden van het Zwolse ZAC. Na twee achtereenvolgende seizoenen kampioen te zijn geworden met het vierde elftal van Z.A.C. keerde Bakhuijs in 1924 weer terug in Den Haag bij HBS. Die vereniging werd dat seizoen landskampioen terwijl Bakhuijs nog in de lagere elftallen speelde. Het volgende seizoen was Bakhuijs echter voldoende gerijpt om in het eerste elftal mee te mogen doen. De 16-jarige Bakhuijs debuteerde op 27 september 1925 in het eerste elftal van HBS in de uitwedstrijd tegen Haarlem. In de 42e minuut scoorde hij de 1-1 en na de pauze 2-2. Ook de week daarop scoorde hij twee maal. Bakhuijs had dan ook niet lang nodig gehad om zijn reputatie als voetballer te vestigen. Maar er kwam een terugslag bij Beb: Vanaf december 1925 kwam hij in het tweede elftal te spelen.

### Zwolle
Op gezag van zijn voogd werd Bakhuijs in september 1926 weer naar Overijssel gestuurd. Naast het feit dat Beb daar zijn vervolgopleiding zou gaan volgen werd Haagse voetbalroem ook niet pedagogisch verantwoord geacht. Bakhuijs speelde na zijn verhuizing onder een schuilnaam ook weleens mee bij Old Forward uit het Drentse Frederiksoord alwaar hij de Tuinbouwschool bezocht. Lid van deze club is hij echter nooit geweest. Bakhuijs pakte na de zomer van 1926 de draad weer op en kwam de eerstkomende 3,5 jaar wederom uit voor Z.A.C. Hij stuwde Zwolles oudste club op tot grote hoogten en werd in 1927/28 met de Zwollenaren zelfs kampioen van het oosten. In de kampioenscompetitie ontbrak Bakhuijs in twee van de acht wedstrijden en slaagde hij er niet in een doelpunt te maken. Het daaropvolgende seizoen maakte hij dit echter weer goed door in 18 wedstrijden maar liefst 31 keer te scoren. Een prestatie waardoor hij topscorer van Nederland werd. Aan een nieuw kampioenschap kon hij Z.A.C. daarmee echter niet helpen.

### Nederlands-Indië
Na nog een half seizoen bij Z.A.C. te hebben gespeeld vertrok hij begin 1930 naar Nederlands-Indië. Hij vestigde zich in Soerabaja en werd lid van THOR. Nederlands-Indië kende geen nationale competitie. Daarvoor was het veel te groot. Iedere stad van betekenis had een eigen competitie. In Soerabaja werd deze georganiseerd door de SVB. Naast het kampioenschap van de stad werd er gestreden om vele bekers en werden er vele vriendschappelijke wedstrijden gespeeld, zowel tegen clubteams uit andere steden als tegen buitenlandse verenigingen en selecties. Minstens zo belangrijk als het clubvoetbal waren echter de Stedenwedstrijden waarbij de vertegenwoordigende teams van de plaatselijke voetbalbonden het tegen elkaar opnamen in de strijd om het kampioenschap van Java. Naast het club- en bondsvoetbal speelde Bakhuijs ook nog in het vertegenwoordigende team van zijn werkgever, de BPM. Deze had zowel een vertegenwoordigend team voor Soerabaja als een selectie-elftal voor heel Nederlands-Indië. Er werd vrijwel het hele jaar door gevoetbald. Voor een geboren voetballer als Bakhuijs was er dan ook veel afleiding. De wedstrijden duurden 2 x 35 minuten, langer spelen werd niet verantwoord geacht. Met THOR werd Bakhuijs kampioen van Soerabaja in 1931/32. In juli 1933 werd hij door de rechtbank in Soerabaja failliet verklaard en in oktober van dat jaar keerde hij terug naar Nederland.

### Terug in Nederland
Bijna vier jaar na zijn vertrek keerde Bakhuijs weer terug naar Zwolle. Z.A.C. was inmiddels gedegradeerd naar de tweede klasse en kon Bakhuijs goed gebruiken. Bakhuijs kwam halverwege het seizoen en in de 12 resterende wedstrijden scoorde hij 36 maal. In de beslissingswedstrijd om het kampioenschap en de vier wedstrijden in de promotie/degradatiecompetitie scoorde hij nog eens negen maal. Z.A.C. promoveerde dan ook in grote stijl. Desondanks vroeg Bakhuijs op 2 augustus 1934 overschrijving op korte termijn aan naar HBS. De geruchten dat dit zou gebeuren begonnen reeds in januari 1934 de kop op te steken. In de zomer van 1934 stonden de kranten vol met berichten over waar Bakhuijs het volgende seizoen zou spelen. Wat de ene dag werd bevestigd werd de volgende dag weer ontkend. Het bestuur van de KNVB besloot echter al in zijn vergadering van 22 augustus 1934 geen toestemming te verlenen voor een verkorte overschrijvingstermijn nu het volgens de bond voor Bakhuijs niet noodzakelijk was om voor zijn werk te verhuizen. Als Bakhuijs dan ook bij HBS wilde voetballen gold voor hem de normale wachttijd van een jaar. Na enige aarzeling besloot Bakhuijs dat een jaar lang niet voetballen ook geen optie was en hij bleef dan ook maar, zij het met tegenzin, bij Z.A.C. Bakhuijs speelde in 1934/35 in nog maar de helft van de competitiewedstrijden mee. Hij trof hierin nog wel 10 maal doel. Hij trok zijn verzoek tot overschrijving echter niet in en een jaar later dan gepland keerde hij in 1935 terug naar HBS.
Het had weinig gescheeld of Bakhuijs had helemaal niet meer mogen voetballen. Het bestuur van de KNVB wijdde in zijn vergadering op 27 oktober 1934 een serieuze en lange discussie aan de vraag of Bakhuijs in verband met mogelijke overtreding van de amateurbepalingen zou moeten worden geroyeerd als bondslid en zo nee, of hij dan nog wel langer in het Nederlands elftal opgesteld zou mogen worden gezien Bakhuijs', aldus enige van de bondsbestuurders, twijfelachtige moraliteit. Karel Lotsy maakte zich sterk voor Bakhuijs en was van mening dat het bij ZAC aan voldoende leiding had gemankeerd en dat Bakhuijs daardoor enige discutabele acties had ondernomen. Nu Bakhuijs, aldus Lotsy, door het voetbal enigszins was afgegleden, zou hij via het voetbal ook weer omhoog moeten worden gebracht. Uiteindelijk gebeurde er niets en kon Bakhuijs verder met voetballen. HBS voer wel bij deze beslissing. Het vorige seizoen had HBS degradatiewedstrijden moeten spelen maar met Bakhuijs weer in de gelederen ging het crescendo. Op 5 april 1936 stond voor HBS de laatste wedstrijd tegen Ajax op het programma. De Amsterdammers hadden genoeg aan een gelijkspel voor het kampioenschap. HBS moest thuis winnen om kampioen te worden. Voor een kleine 20.000 toeschouwers eindigde de wedstrijd in een voor HBS teleurstellende 2-5 nederlaag. Bakhuijs bevond zich in deze jaren op het toppunt van zijn populariteit. Het blad "Wij" wijdde zelfs een hele pagina aan de benen en het schot van Bakhuijs en deze liet zelfs zijn voet en enkel door de befaamde Dr. Den Hoed met röntgenstralen doorlichten om licht te werpen op het geheim van zijn schotkracht. Het volgende seizoen verliep weinig opvallend. Wel opvallend waren de berichten die rond april 1937 in de kranten verschenen dat Bakhuijs het komende seizoen voor de Venlose tweedeklasser VVV zou gaan spelen. Hoewel Bakhuijs enige vriendschappelijke wedstrijden voor VVV heeft gespeeld, is het nooit tot een daadwerkelijke overschrijving gekomen.

### Affaire-Bakhuijs
Reeds voordat Bakhuijs begon met voetballen voor VVV was hij aldaar een sigarenzaak begonnen. Deze sigarenzaak werd hem door een comité uit de Venlose bevolking ter beschikking gesteld. Bakhuijs werd op maandagavond 5 april als een ware voetbalkoning in Venlo ingehaald. Bakhuijs en zijn vrouw werden in een open landauer door de stad gereden, vergezeld door twee als page verklede jongens, die Bakhuijs de sleutels van de stad en van zijn sigarenzaak aanboden. De toeloop was zo groot dat er zelfs verkeerspolitie nodig was om de doorstroming van het verkeer te garanderen. Door deze in de pers breed uitgemeten wijze van ontvangst kwam de overgang van Bakhuijs in de schijnwerpers te staan. Toen hij dan ook een paar dagen later een officieel verzoek tot overschrijving op korte termijn indiende was er weinig vertrouwen bij de KNVB in de juistheid van de overgang. Alvorens te beslissen over de vraag of er aan het verzoek kon worden voldaan werd er op de bestuursvergadering van 5 juni 1937 besloten een onderzoekscommissie in het leven te roepen onder voorzitterschap van J. Hoorn en met als leden J.P.W. Bol en W.M.P. Klarenbeek die belast was met het onderzoek naar de door Bakhuijs aangevoerde motieven ter verkrijging van overschrijving op korte termijn. Het ging er niet om te bepalen of Bakhuijs de amateurbepalingen had overtreden, maar louter om de vraag of Bakhuijs een jaar moest wachten om bij V.V.V. te kunnen spelen of dat hij reeds per september 1937 voor de Limburgers zou mogen uitkomen. Op 20 juli 1937 kwam de commissie naar Den Bosch voor de getuigenverhoren. Het rapport hierover is nooit openbaar gemaakt, maar was feitelijk ook niet meer van belang toen Bakhuijs op 30 juli 1937 te Parijs een contract tekende bij de Franse profclub Stade de Reims. Op de KNVB bestuursvergadering van 26 augustus 1937 in het Oranje Hotel te Nijmegen ging het bij de behandeling van punt 8: "Het plaatsen van den speler E.H. Bakhuijs in de beroepsklasse" dan ook niet over eventuele ongerechtigdheden bij de overgang naar V.V.V. maar alleen over het contract bij Stade de Reims. Met zeven stemmen voor en een onthouding werd Bakhuijs op de beroepslijst geplaatst. Hierdoor mocht hij in Nederland minimaal een jaar niet meer in clubverband uitkomen. Ook als Bakhuijs niet op de beroepslijst zou zijn geplaatst was hem waarschijnlijk geen overschrijving op korte termijn verleend, evenmin als dat bij zijn overschrijving van Z.A.C. naar HBS het geval was geweest.
Bakhuijs had zijn sigarenzaak in Venlo namelijk niet gekregen omdat hij zo'n goede sigarenwinkelier zou zijn. 
De voorzitter van V.V.V., J.W.A. van Daalen, ontmoette Bakhuijs op 17 maart 1937 bij de avondwedstrijd Zwaluwen - Rode Duivels waar Bakhuijs als toeschouwer aanwezig was. Hij maakte een vervolgafspraak met Bakhuijs waarop deze hem vertelde er financieel niet zo florissant bij te staan, zozeer zelfs dat hij medailles en het huwelijkscadeau van de KNVB naar de Bank van Leening had moeten brengen. Van Daalen zou Bakhuijs hebben gevraagd om eens mee te doen in het Limburgs elftal waarop Bakhuijs van Daalen zou hebben gevraagd of deze soms voor hem iets te verdienen wist in Venlo. Niet als handelsreiziger of op kantoor maar in een winkel zoals de sigarenzaak in Den Haag leek Bakhuijs wel wat. Een Venlo's burgercomité bracht fl 2.200,- bijeen waaruit inrichting en inventaris werden betaald. Bakhuijs zou volgens Van Daalen verder geen geld krijgen maar moest zichzelf bedruipen met de inkomsten uit de sigarenzaak. De eigenaar van de sigarenzaak was Jos Delsing oud-speler, oud-voorzitter en erelid van V.V.V., alsmede voorzitter van de Limburgsche Voetbalbond die verklaarde uitsluitend met Bakhuijs te maken te hebben gehad in zijn functie van huiseigenaar. Per 1 mei 1937 begon Bakhuijs de sigarenzaak en per 15 oktober werd hem bij deurwaardersexploot de huur opgezegd wegens huurachterstand.
V.V.V. was er ook na de plaatsing van Bakhuijs op de beroepslijst van alles aan gelegen om Bakhuijs in Venlo te houden. Op 20 augustus 1937 ging Bakhuijs met twee bestuursleden van V.V.V naar Reims in een poging om van het contract af te komen. Niet veel later keerde het gezelschap onverrichter zake terug. Toen Bakhuijs nog weer een paar dagen later op de beroepslijst werd geplaatst werd eerst bedacht om Bakhuijs als trainer van V.V.V. te laten optreden. Het nadeel daarvan was dat Bakhuijs dan nog steeds geld aan het voetbal zou verdienen en dus niet van de beroepslijst af zou komen. Daarbij zou de KNVB toestemming moeten verlenen om als trainer te mogen fungeren. Al snel rijpte een nieuw plan bij enige bestuursleden: zou V.V.V. niet over kunnen stappen naar het rooms-katholieke voetbal? In dat geval was er hoop dat Bakhuijs per direct voor V.V.V. uit zou mogen komen. In de ledenvergadering van V.V.V. van 17 september 1937 werd het bestuursvoorstel aangenomen om toetreding tot de RKF te verzoeken. op voorwaarde dat Bakhuijs zou mogen spelen en dat V.V.V. gelijk in de hoogste klasse zou worden ingedeeld. De overkoepelende RKF zag weinig in dit plan. Deze instantie ging onder andere over amateurkwesties en was weinig ingenomen met deze op het oog weinig religieus geïnspireerde overstap. V.V.V. dreigde ondertussen uit elkaar te spatten. De leden die bij de ledenvergadering tegen het plan voor de overstap hadden gestemd wilden in de KNVB blijven spelen ook als V.V.V. naar het Katholieke voetbal over zou gaan. Uiteindelijk werd reeds op 24 september 1937 definitief duidelijk dat Bakhuijs ook in Katholiek verband niet welkom was. Voor V.V.V. eindigde de hele affaire op de vergadering van het KNVB bestuur van 20 november 1937 waar Van Daalen voor 5 jaar en Delsing voor 3 jaar werd geschorst. Voor Bakhuijs was er na het korte Katholieke avontuur nog lang geen einde gekomen aan de moeilijkheden.

### L'affaire Bakwie
Tussen alle beslommeringen bij V.V.V. door namelijk had Bakhuijs zoals vermeld op 30 juli een contract getekend bij Stade de Reims. Eind juli 1937 was Bakhuijs op uitnodiging van Stade de Reims een week in Parijs en Reims waar hij samen met zijn vrouw onder andere de Wereldtentoonstelling van 1937 bezocht. Bakhuijs hield nog een tijd vol dat hij van niets wist en dat hij wel een aanbieding had gehad maar niks had getekend. Stukje bij beetje kwam echter de waarheid boven tafel. Bakhuijs kreeg spijt van het zetten van zijn handtekening en probeerde al snel van de overeenkomst af te komen. Vanuit Nederland lukte dat niet. Stade de Reims sommeerde Bakhuijs om uiterlijk 20 augustus in Reims te zijn, zoals het contract bepaalde, bij gebreke waarvan Bakhuijs zou worden aangeklaagd wegens contractbreuk. Hierop reisde Bakhuijs op 20 augustus samen met twee bestuursleden van V.V.V af naar Reims zonder hier tot een oplossing te geraken. In het Agrarisch Dagblad van 25 augustus verscheen een groot artikel over de toedracht van het tekenen van het contract. Twee dagen na deze publicatie werd Bakhuijs tot beroepsspeler verklaard. De heer Boeljon van de KNVB belde Bakhuijs nog diezelfde avond op om het besluit mede te delen zonder nadere toelichting. Ondertussen verscheen eind augustus in l'Auto het bericht dat Stade De Reims Bakhuijs zou hebben doorverkocht aan Racing Club de Paris. Bakhuijs wilde echter kennelijk liever niet naar Frankrijk en was naar eigen zeggen bereid om een jaar voetballoos in Nederland te blijven om na dat jaar weer van de beroepslijst afgehaald te worden en weer te kunnen voetballen. Het kan ook zijn dat Bakhuijs simpelweg een beter bod had gekregen van FC Metz en dat hij daarom niet naar Reims wilde, zoals werd geschreven in l'Auto van 8 september 1937. Metz begon rond deze tijd steeds vaker in de krantenkolommen over Bakhuijs op te duiken.
De overeenkomst tussen Bakhuijs en Reims was niet helemaal in de haak. In feite was er sprake van twee overeenkomsten. Een die aan de salarisregels van de Franse voetbalbond voldeed en nog een die voorzag in een wel bijzonder royale onkostenvergoeding. Reims had inmiddels echter zodanig tabak van Bakhuijs dat het de door Bakhuijs getekende overeenkomsten zelfs aan het Franse sportblad 'l Auto ter publicatie had gegeven ook al betekende dat, dat de Franse Voetbalbond bewijs van overtreding van de regels door Reims zelf zou krijgen. Weinig verrassend werd hierop een onderzoek ingesteld door de voetbalbond. Op 2 oktober verscheen in verschillende kranten het bericht dat Bakhuijs definitief bij Metz had getekend. Op 10 oktober trok Reims haar klacht tegen Bakhuijs in en werd afgesproken dat Metz ter compensatie een vriendschappelijke wedstrijd tegen Reims zou komen spelen. Op 25 oktober viel het besluit dat Bakhuijs nog dat seizoen voor FC Metz zou mogen spelen. Omdat hij echter tegelijkertijd bij twee verschillende clubs onder contract had gestaan, mocht hij pas vanaf 31 december in officiële wedstrijden uitkomen en pas het volgende seizoen mocht hij deelnemen aan bekerwedstrijden. Hiermee was het echter nog niet klaar voor de betrokken verenigingen. Op 27 oktober publiceerde l'Auto dat zowel Reims als Metz boetes moesten betalen aan de Franse bond. De afgesproken vriendschappelijke wedstrijd tussen Metz en Reims werd verboden. De voorzitter van Metz bleek op 21 september een brief aan Bakhuijs te hebben gezonden waarin hij deze verzekerde dat hij bij een keuze voor Metz geen moeilijkheden van Stade de Reims zou ondervinden. Naar Racing Club de Paris werd nog nader onderzoek gedaan, nu bekend was geworden dat deze vereniging een deel van de reis- en verblijfkosten van Bakhuijs voor zijn trip van eind juli voor haar rekening had genomen. Eveneens bleek dat Reims reeds op 22 juli Bakhuijs aan verschillende verenigingen had aangeboden, zelfs nog voordat Bakhuijs in Reims was aangekomen. Reims kon Bakhuijs in feite niet betalen en wilde hem gebruiken als handelswaar. Racing Club de Paris betaalde een gedeelte van de verblijfskosten als een soort optie op Bakhuijs, kocht later Bakhuijs ook daadwerkelijk voor waarschijnlijk 140.000,- Franse Frank, zonder diens medeweten, en uiteindelijk ging Metz met Bakhuijs aan de haal.

### Frankrijk
In afwachting van zijn eerste officiële wedstrijd speelde Bakhuijs bijna elke week ofwel bij de reserves ofwel in vriendschappelijke wedstrijden van het eerste elftal. De kunst van het doelpunten maken bleek hij hierbij niet verleerd. Op 2 januari 1938 maakte Bakhuijs zijn competitiedebuut thuis tegen Olympique Lillois. De wedstrijd werd met 1-3 verloren en gaf, zoals ongeveer alles wat Bakhuijs in 1937 ondernam, aanleiding tot ophef. Metz stelde een onderzoek in naar het optreden van de Tsjechische teamgenoot van Bakhuijs, linksbinnen Karl Hès. Deze zou uit teleurstelling dat hem geen opslag was verleend hebben aangekondigd er voor te zorgen dat Bakhuijs zich niet als ster zou kunnen ontpoppen. Hès werd volgens de Nederlandse kranten in ieder geval geschorst voor de bekerwedstrijd van de volgende week. In werkelijkheid deed hij gewoon mee. Bakhuijs mocht dit seizoen sowieso niet meedoen aan de Franse bekerstrijd. De Franse pers was over het algemeen van mening dat Bakhuijs eigenlijk te goed was voor Metz en dat daarom zijn teamgenoten hem niet goed begrepen. In zijn tweede wedstrijd, op 16 januari, thuis tegen Straatsburg, maakte Bakhuijs zijn eerste doelpunt in Frankrijk, hij maakte het tweede doelpunt in een 4-0-overwinning. Tevens leverde hij twee assists af. Het contract van Bakhuijs liep tot en met 31 mei 1938. Waar Bakhuijs was waren geruchten nooit ver weg. Medio maart verschenen er berichten in de kranten dat er onenigheid zou zijn tussen Bakhuijs en Metz. Eind maart verschenen er zelfs berichten in de kranten dat Bakhuijs zijn contract zou hebben verbroken en in Venlo zijn diensten als trainer zou hebben aangeboden. Dit aanbod zou door V.V.V. zijn afgeslagen. Het waarheidsgehalte hiervan is echter twijfelachtig nu Bakhuijs gewoon bleef spelen in Frankrijk en eind mei ook zijn contract met een jaar verlengde.

### Oorlog en einde carrière
In september 1939 verbrak Metz het contract met Bakhuijs in verband met de mobilisatie. In de nazomer van 1941 heeft Bakhuijs nog even in de Zwolse bedrijfscompetitie bij 'Tilia' gespeeld, het elftal van zijn werkgever drukkerij Tijl. In de lente van 1942 speelde hij een paar wedstrijden voor TuRa 99 uit Leipzig, waar hij een tijd tewerkgesteld was. TuRa 99 speelde in de Gauliga Sachsen. Bakhuijs debuteerde op 19 april 1942 voor 15.000 toeschouwers thuis tegen PSV Chemnitz en scoorde in de 80e minuut de 2-2 in een wedstrijd die uiteindelijk met 2-3 verloren ging.
Zijn 2e en laatste competitiewedstrijd in Leipzig vond plaats op 12 juli 1942 uit tegen Döbelner SC. Deze wedstrijd ging voor 1.500 toeschouwers met 5-1 verloren. Deze wedstrijd was oorspronkelijk op 15 maart gespeeld - en met 4-0 verloren door TuRa - maar moest worden overgespeeld omdat er bij de tegenstander een geschorste speler meedeed. Ondanks de tijdelijke aanwezigheid van Bakhuijs degradeerden de Leipzigers. Tussendoor heeft Bakhuijs ook nog twee bekerwedstrijden gespeeld. Op 26 april 1942 werd de uitwedstrijd tegen Sportfreunde 1900 Leipzig met 1-9 gewonnen waarbij Bakhuijs in de 8e minuut de 0-2 voor zijn rekening nam. Op 17 mei 1942 stierven de Leipzigers de bekerdood in de tweede ronde thuis tegen SV Fortuna 02 Leipzig. TuRa verloor met 1-2 en Bakhuijs scoorde niet. Vanaf 1942/43 speelde Bakhuijs weer voor Metz, dat in verband met de annexatie van Lotharingen in het Derde Rijk hernoemd was in FV Metz. Zowel in 1942/43 als in 1943/44 werd Metz tweede achter FV 03 Saarbrücken. In 1944/45 kon er van voetbal geen sprake meer zijn. Na de oorlog speelde Bakhuijs nog een jaar in Frankrijk. Zijn voetbalcarrière beëindigde hij bij Metz in 1946.

## Vertegenwoordigend voetbal
Reeds voor zijn Indische periode speelde Bakhuijs zijn eerste interland, tegen Italië. Na terugkeer uit Nederlands-Indië werd hij een vaste kracht in Oranje. In zijn eerste interland na zijn terugkeer, op 11 maart 1934 tegen België, maakte hij zijn beroemdste doelpunt: een vallende kopbal. Een dergelijk doelpunt wordt in Nederland nog altijd een goal à la (Beb) Bakhuijs genoemd. Tot 1937 speelde Bakhuijs 23 interlands, waarin hij maar liefst 28 keer scoorde. In de jaren dertig was hij een van Nederlands populairste sportlieden en zorgde voor grote recettes bij interlands en oefenwedstrijden. Desondanks schorste de KNVB, erop gebrand om de amateurstatus in het Nederlandse voetbal te behouden, de sterspeler na diens plaatsing op de beroepslijst ook per direct voor het Nederlands elftal, hoewel de reglementen van de FIFA hiertoe niet noodzaakten. Tussen de KNVB en Bakhuijs is het nooit meer helemaal goed gekomen.
| Nr.       | Nr.  | Datum            | Locatie                       | Thuisploeg  | Uitploeg    | Uitslag | Dp. | Verslag |
| --------- | ---- | ---------------- | ----------------------------- | ----------- | ----------- | ------- | --- | ------- |
| 1928-1929 |      |                  |                               |             |             |         |     |         |
| 1.        | 101. | 2 december 1928  | San Siro, Milaan              | Italië      | Nederland   | 3-2     | -   |         |
| 2.        | 102. | 17 maart 1929    | Olympisch Stadion, Amsterdam  | Nederland   | Zwitserland | 3-2     | 1   |         |
| 3.        | 103. | 5 mei 1929       | Olympisch Stadion, Antwerpen  | België      | Nederland   | 3-1     | 1   |         |
| 1933-1934 |      |                  |                               |             |             |         |     |         |
| 4.        | 127. | 11 maart 1934    | Olympisch Stadion, Amsterdam  | Nederland   | België      | 9-3     | 2   |         |
| 5.        | 128. | 8 april 1934     | Olympisch Stadion, Amsterdam  | Nederland   | Ierland     | 5-2     | 2   |         |
| 6.        | 129. | 29 april 1934    | Bosuilstadion, Antwerpen      | België      | Nederland   | 2-4     | 2   |         |
| 7.        | 130. | 10 mei 1934      | Olympisch Stadion, Amsterdam  | Nederland   | Frankrijk   | 4-5     | 2   |         |
| 8.        | 131. | 27 mei 1934      | San Siro, Milaan              | Nederland   | Zwitserland | 2-3     | -   |         |
| 1934-1935 |      |                  |                               |             |             |         |     |         |
| 9.        | 132. | 4 november 1934  | Neufeldplatz, Bern            | Zwitserland | Nederland   | 2-4     | 2   |         |
| 10.       | 133. | 17 februari 1935 | Olympisch Stadion, Amsterdam  | Nederland   | Duitsland   | 2-3     | 1   |         |
| 11.       | 134. | 31 maart 1935    | Olympisch Stadion, Amsterdam  | Nederland   | België      | 4-2     | 3   |         |
| 12.       | 135. | 12 mei 1935      | Eeuwfeeststadion, Brussel     | België      | Nederland   | 0-2     | 1   |         |
| 13.       | 136. | 18 mei 1935      | Olympisch Stadion, Amsterdam  | Nederland   | Engeland    | 0-1     | -   |         |
| 1935-1936 |      |                  |                               |             |             |         |     |         |
| 14.       | 137. | 3 november 1935  | Olympisch Stadion, Amsterdam  | Nederland   | Denemarken  | 3-0     | 1   |         |
| 15.       | 138. | 8 december 1935  | Dalymount Park, Dublin        | Ierland     | Nederland   | 3-5     | 1   |         |
| 16.       | 139. | 12 januari 1936  | Parc des Princes, Parijs      | Frankrijk   | Nederland   | 1-6     | 3   |         |
| 17.       | 140. | 29 maart 1936    | Olympisch Stadion, Amsterdam  | Nederland   | België      | 8-0     | 3   |         |
| 18.       | 141. | 3 mei 1936       | Eeuwfeeststadion, Brussel     | België      | Nederland   | 1-1     | 1   |         |
| 1936-1937 |      |                  |                               |             |             |         |     |         |
| 19.       | 142. | 1 november 1936  | Olympisch Stadion, Amsterdam  | Nederland   | Noorwegen   | 3-3     | 1   |         |
| 20.       | 143. | 31 januari 1937  | Rheinstadion, Düsseldorf      | Duitsland   | Nederland   | 2-2     | -   |         |
| 21.       | 144. | 7 maart 1937     | Olympisch Stadion, Amsterdam  | Nederland   | Zwitserland | 2-1     | 1   |         |
| 22.       | 145. | 4 april 1937     | Bosuilstadion, Antwerpen      | België      | Nederland   | 2-1     | -   |         |
| 23.       | 146. | 2 mei 1937       | Stadion Feijenoord, Rotterdam | Nederland   | België      | 1-0     | -   |         |

Ter voorbereiding op de interlands, of om nog eens wat mogelijke internationals in actie te zien, speelde het Nederlands elftal ook regelmatig oefenwedstrijden, meestal op het terrein van Sparta. In tegenstelling tot tegenwoordig, waarbij Oranje vrijwel uitsluitend oefent tegen andere landenteams, werd er in Bakhuijs' tijd regelmatig geoefend tegen sterke, meestal buitenlandse, clubteams of combinatieteams uit Nederland. Vooral de wedstrijden tegen buitenlandse teams trokken daarbij over het algemeen zeer veel toeschouwers. Door spelers en publiek werden deze wedstrijden uitermate serieus genomen en onderstaand volgt dan ook een opsomming van alle door de KNVB georganiseerde oefenwedstrijden waar Bakhuijs aan meedeed. De door de KNVB gegeven benaming is niet altijd even helder. De ene wedstrijd werd afgewerkt door een bondselftal, dan weer een voorlopig Nederlands elftal, dan weer het Nederlands elftal etc. Alles bij elkaar kwam Bakhuijs in de door de KNVB georganiseerde wedstrijden uit op 25 doelpunten in 26 wedstrijden.
| Nr.       | Datum            | Locatie                      | Thuisploeg       | Uitploeg                  | Uitslag | Dp. | Bijzonderheden                |
| --------- | ---------------- | ---------------------------- | ---------------- | ------------------------- | ------- | --- | ----------------------------- |
| 1926-1927 |                  |                              |                  |                           |         |     |                               |
| 1.        | 27 maart 1927    | terrein Sparta, Rotterdam    | Olympisch XI Wit | Olympisch XI Groen        | 0-4     | -   |                               |
| 2.        | 22 mei 1927      | terrein Go Ahead, Deventer   | Nederland        | Newcastle United          | 1-4     | -   |                               |
| 1928-1929 |                  |                              |                  |                           |         |     |                               |
| 3.        | 6 maart 1929     | terrein Sparta, Rotterdam    | Nederland        | West                      | 0-4     | -   |                               |
| 1929-1930 |                  |                              |                  |                           |         |     |                               |
| 4.        | 8 september 1929 | terrein Go Ahead, Deventer   | Rood             | Blauw                     | 1-6     | 1   | Keurwedstrijden               |
| 5.        | 8 september 1929 | terrein Go Ahead, Deventer   | Groen            | Rood                      | 2-3     | 1   | Keurwedstrijden               |
| 6.        | 17 november 1929 | terrein Sparta, Rotterdam    | Rotterdam        | Bondselftal               | 1-4     | 2   | Gouden onafh.beker            |
| 7.        | 27 november 1929 | Olympisch Stadion, Amsterdam | Nederland        | West                      | 6-3     | 3   |                               |
| 8.        | 8 december 1929  | Olympisch Stadion, Amsterdam | Nederland        | België                    | 1-0     | 1   | Jubileumwedstrijd 40 jaar NVB |
| 1933-1934 |                  |                              |                  |                           |         |     |                               |
| 9.        | 24 januari 1934  | terrein Sparta, Rotterdam    | Nederland        | Boedapest                 | 1-5     | -   |                               |
| 10.       | 14 februari 1934 | terrein Sparta, Rotterdam    | B-elftal         | Reading FC                | 4-6     | 1   |                               |
| 11.       | 28 februari 1934 | terrein Sparta, Rotterdam    | Nederland        | Gillingham FC             | 9-3     | 5   |                               |
| 12.       | 17 juni 1934     | Olympisch Stadion, Amsterdam | Bondselftal      | AS Roma                   | 1-5     | -   | Olympische dag                |
| 1934-1935 |                  |                              |                  |                           |         |     |                               |
| 13.       | 24 oktober 1934  | terrein Sparta, Rotterdam    | Voorl.Ned.XI     | Centraal.Hong.Amateurteam | 7-0     | -   |                               |
| 14.       | 18 november 1934 | terrein Sparta, Rotterdam    | Rotterdam        | Bondselftal               | 0-1     | 1   | Gouden onafh.beker            |
| 15.       | 23 januari 1935  | terrein Sparta, Rotterdam    | voorl.Ned.XI     | Queens Park Rangers       | 4-1     | 1   |                               |
| 16.       | 3 november 1935  | terrein Sparta, Rotterdam    | Bondselftal      | First Vienna              | 1-2     | -   |                               |
| 17.       | 30 juni 1935     | Olympisch Stadion, Amsterdam | Bondselftal      | Hongaars profelftal       | 2-3     | 1   | Olympische dag                |
| 1935-1936 |                  |                              |                  |                           |         |     |                               |
| 18.       | 23 oktober 1935  | terrein Sparta, Rotterdam    | voorl.Ned XI     | Watford FC                | 2-1     | 1   |                               |
| 19.       | 27 november 1935 | terrein Sparta, Rotterdam    | voorl.Ned XI     | Millwall FC               | 3-1     | 1   |                               |
| 20.       | 11 maart 1936    | terrein Sparta, Rotterdam    | voorl.Ned XI     | Nottingham Forest         | 0-1     | -   |                               |
| 21.       | 7 juni 1936      | Olympisch Stadion, Amsterdam | Bondselftal      | Sparta Praag              | 0-2     | -   | Olympische dag                |
| 1936-1937 |                  |                              |                  |                           |         |     |                               |
| 22.       | 21 oktober 1936  | terrein Sparta, Rotterdam    | Nederland        | Doncaster Rovers FC       | 7-2     | 5   |                               |
| 23.       | 9 december 1936  | terrein Sparta, Rotterdam    | Nederland        | Boedapest                 | 0-1     | -   |                               |
| 24.       | 20 januari 1937  | terrein Sparta, Rotterdam    | voorl.Ned. XI    | Southend United FC        | 2-3     | -   |                               |
| 25.       | 24 februari 1937 | terrein Sparta, Rotterdam    | voorl.Ned. XI    | Crystal Palace FC         | 2-2     | 1   |                               |
| 26.       | 24 maart 1937    | terrein Sparta, Rotterdam    | voorl.Ned. XI    | Ipswich Town FC           | 5-1     | -   |                               |

## Privéleven

### Jeugd in Indië
Bakhuijs werd geboren op 17 april 1909 te Pekalongan in Nederlands-Indië als zoon van Hermanus Bernhardt Willem Bakhuijs (geboren op 12 december 1869) te Jogjakarta en Maria Carolina van der Mandele. Zijn ouders zijn gehuwd op 8 oktober 1898 te Trenggalek. Beb was het vijfde van uiteindelijk zes kinderen. Zijn oudste zus Maria Hermine werd geboren op 13 november 1899 in de tijd dat vader Bakhuijs werkte als opziener op de suikerfabriek "Menang" te Kediri. Zijn oudste broer Herman Emile Marie werd geboren op 15 mei 1901 eveneens te Kediri. Hierna volgde een zus: Emilia Jacqueline Huibertha, geboren op 15 maart 1902 te Jogjakarta. Een tweede broer, Johannes Louis, werd geboren op 17 december 1903 te Kediri. Eind 1904, begin 1905 verhuisde het gezin Bakhuijs naar Tegal waar de heer des huizes aanvankelijk werkte als opziener op de suikerfabriek "Pagongan". Eind 1906 verkaste vader Bakhuijs naar de eveneens nabij Tegal gelegen suikerfabriek "Adiwerna" om daar als tuinemployé aan de slag te gaan. Rond 1911 werd hij daar gepromoveerd tot 1e geëmployeerde. Hier werkte hij ook toen de kleine Beb werd geboren. Een laatste verhuizing volgde eind 1912 naar Cheribon waar de vader van Beb op de suikerfabriek "Karang Soewoeng" als administrateur in dienst trad. Voor Beb was dit de eerste in een serie van vele verhuizingen gedurende zijn leven. In Cheribon werd het jongste broertje van Beb, Emile Henri, op 17 januari 1914 geboren. De vier oudste kinderen van het gezin waren op dat moment al in Nederland. In juli 1913 zijn de kinderen met de boot naar Nederland vertrokken en op 8 augustus 1913 zijn ze gaan wonen in Den Haag. Bebs moeder werd ziek en overleed op 37-jarige leeftijd te Meester Cornelis op 9 september 1915. Beb was nog geen 6,5 jaar oud.

### Nederland
Acht maanden na het overlijden van zijn moeder werd de kleine Beb naar Nederland gestuurd waar hij vanaf 13 juli 1916 net als zijn oudere broer en zussen eveneens bij het gezin Soetens kwam te wonen. In 1916 repatrieerde ook vader Bakhuijs. Op 23 januari 1917 hertrouwde hij in Den Haag met Marie Louise Pedira Engelhard, geboren op 28 augustus 1876 te Ambarawa. Zij had al een zoon en een dochter uit een eerder huwelijk. In oktober 1918 gaat de oudste broer naar het instructiebataljon te Kampen. Eind november 1918 gaat Beb met zijn jongste zus en broer Johannes Louis inwonen bij Abraham Meester. Op 19 januari 1919 komt ook Bebs halfzus, Ferdinande Pauline Victorine Ball, er nog bij. Zij verlaat de woning weer in augustus 1919 en vertrekt in oktober 1920 naar Indië waar zij op 7 juli 1925 te Batavia trouwt met de 20 jaar oudere Ben Stom, de man die het eerste eigen doelpunt in de geschiedenis van het Nederlands elftal heeft gescoord.
Vader Bakhuijs gaat met zijn vrouw en oudste dochter op 22 februari 1919 weer terug naar Soerabaja. De jongste zus van Beb vertrekt op 23 juli 1920 eveneens naar Soerabaja. Beb zelf wordt op 3 augustus 1920 uitgeschreven naar Hattem. Vandaar vertrok hij 8 mei 1922 naar Zwolle. Uit die stad komt hij na de zomer van 1924 weer in Den Haag te wonen bij zijn oom Gerard Henri Hemmes en tante Henriëtte Maria Van Bornemann. Op 13 januari 1926 vertrekken Bebs oom en tante en hun drie jongere dochters met het s.s."Slamat" vanaf Rotterdam naar Indië, naar Bandoeng. Beb moet wederom verkassen. Op 10 september 1926 wordt hij uitgeschreven naar Vledder om daar de tuinbouwschool te Frederiksoord te bezoeken.

### Terug naar Indië
Voor school had Bakhuijs weinig talent. Een diploma behaalde hij echter wel en daarmee ging Bakhuijs begin 1930 naar zijn geboorteland terug. Op 22 januari 1930 vertrok hij met het S.S."Patria" vanuit Rotterdam naar Batavia. Hij zou op Java evenals zijn vader carrière hebben moeten maken in de suikerindustrie, maar reeds na een paar maanden stapte hij over naar de BPM te Soerabaja. Een succes werd dit niet. Sterker nog, op 12 juli 1933 werd Bakhuijs zelfs failliet verklaard. Hij had weinig andere keus dan weer terug te keren naar Nederland en vertrok op 12 oktober 1933 met het Italiaanse S.S. "Triëstino" naar Europa.

### Weer naar Nederland
Op 5 november 1933 arriveerde hij weer in het land met de trein vanuit Genua waar hij een dag eerder was aangekomen. Aanvankelijk kwam Bakhuijs weer in Zwolle uit waar vrienden hem hielpen het hoofd boven water te houden. Bakhuijs had geen vast adres in Zwolle maar werd door zijn Z.A.C. vrienden om de beurt een paar weken te logeren gevraagd om pensiongeld uit te sparen. Bakhuijs kwam te werken bij het assurantiekantoor van Jasper Warner, oud voorzitter van de NVB. Aanvankelijk werkte hij als klerk maar na enige tijd kwam hij in de acquisitie terecht omdat Warner Bakhuijs weleens ander werk wilde laten uitvoeren. Hierdoor steeg ook het salaris. Volgens Warner is Bakhuijs na de WK-wedstrijd Nederland-Zwitserland te Milaan op 27 mei 1934 maar weggebleven zonder afscheid te nemen op kantoor. Inmiddels woonde Bakhuijs ook niet meer in Zwolle. Medio 1934 verhuisde Bakhuijs weer naar Den Haag waar hij een tijdje bij zijn inmiddels weer in Nederland teruggekeerde ouders ging wonen. Bakhuijs had in Den Haag een andere baan gekregen als advertentieverkoper voor onder andere de clubbladen van HBS en HVV en mogelijk ook Ajax. Uiteindelijk keerde hij in november 1934 toch weer terug in Zwolle omdat de KNVB een verhuizing niet noodzakelijk vond voor zijn nieuwe werk en derhalve weigerde hem op korte termijn overschrijving te verlenen naar HBS. Hij kwam eerst in de kost bij De Groote Sociëteit en werkte vanaf 11 april 1935 bij Oostindiën aan de Grote Markt op de afdeling assurantiën. Hier ontstond een conflict over door Bakhuijs bestelde kaartjes voor de interlandwedstrijd Nederland-Engeland op 12 mei 1935. Bakhuijs betaalde ze niet en de KNVB sprak Z.A.C. hier op aan. Uiteindelijk stelde Jo Oostindiën, de werkgever van Bakhuijs en tevens secretaris van Z.A.C. zich persoonlijk borg voor betaling. De KNVB sprak liever niet Bakhuijs aan, die was immers belangrijk voor het Nederlands Elftal, maar eiste geld van Oostindiën. Deze weigerde nog langer het salaris van Bakhuijs te betalen. De affaire hield lang aan. Een seizoen later werd de voor 29 september 1935 geplande wedstrijd Z.A.C.-Tubantia in verband met deze kwestie zelfs uitgesteld en zelfs werd er gedreigd met het spelen van een wedstrijd zonder publiek. Ook moest Oostindiën het Z.A.C. archief opsturen aan de KNVB omdat men Z.A.C. ervan verdacht te weinig leden te hebben opgegeven. Uiteindelijk werd Oostindiën een jaar geschorst en speelde Bakhuijs verder in het Nederlands Elftal. Geen wonder dat Bakhuijs het in Zwolle had verbruid. Bakhuijs zelf was echter alweer vertrokken.

### Via Den Haag en Venlo naar Metz
Medio 1935 verhuisde Bakhuys namelijk voor de vierde keer naar Den Haag. In de gemeentelijke administratie stond hij als kantoorbediende geboekstaafd toen hij zich op 30 juli 1935 vestigde aan de Laan van Meerdervoort 200. In de kranten verschenen begin oktober 1935 berichten dat hij er over dacht om maar weer naar Indië te verhuizen als hij er niet in zou slagen een hem passende betrekking te vinden. Op 1 februari 1936 kwam Bakhuys aan de Torenstraat 104 te wonen en uiteindelijk bestierde Bakhuys vanaf 19 november 1936 aan de Weimarstraat 58 een sigarenzaak. Een maand later, op 16 december 1936 trouwde Bakhuys met Maria Wilhelmina Meijer,. Zij stond te boek als artieste en was reeds eerder getrouwd geweest. In 1937 werd Bakhuys een sigarenzaak in Venlo aangeboden. Op 2 april 1937 vestigde Bakhuys zich te aldaar. Het uitbaten van deze onderneming verhinderde niet dat Bakhuys voor een tweede maal failliet werd verklaard. Op 3 juni 1937 sprak de Rechtbank Roermond het faillissement van Bakhuys uit. Bij gebrek aan baten werd het faillissement drie weken later alweer opgeheven. Lang duurde het optreden als sigarenwinkelier te Venlo niet nu hij door de plaatsing op de beroepslijst geen andere mogelijkheid zag dan naar Frankrijk te gaan om aldaar in Metz te voetballen en te wonen. Alvorens naar Metz te gaan wilde Bakhuys eerst nog wat zaken regelen in Rotterdam. Hij kwam hier met zijn vrouw in de loop van maandagavond 5 oktober aan en nam zijn intrek in hotel Central aan de Kruiskade. In de loop van de nacht werd hij door de politie uit zijn bed gelicht, gearresteerd en in het hoofdbureau van politie aan het Haagsche Veer opgesloten. De arrestatie vond plaats op verzoek van de burgemeester van Voorschoten omdat Bakhuys in die plaats meubelen op afbetaling zou hebben gekocht en nog voor deze geheel zouden zijn afbetaald weer te Venlo zou hebben doorverkocht. De vrouw van Bakhuys toog diezelfde nacht naar Voorschoten en kon op het plaatselijke politiebureau aantonen dat de meubelen wel degelijk geheel waren afbetaald. Hierop werd Bakhuys weer vrijgelaten. De volgende dag vertrokken Bakhuys en echtgenote weer naar Venlo en later die week werd afgereisd naar Metz. De vrouw van Bakhuys kon kennelijk niet zo goed aarden in Frankrijk en kwam op 3 januari 1938 weer uit Metz terug naar Rotterdam. Hier werd op 9 april 1938 het enige kind van Bakhuys geboren: Elisa Maria Louise, oftewel Elsje. Op 18 augustus 1938 vertrokken moeder en dochter weer naar Metz. Op 4 november 1939 werden beiden weer in Rotterdam ingeschreven.

### Oorlogsjaren
Door het uitbreken van de Tweede Wereldoorlog duurde het profavontuur niet heel lang. Metz was een vestingstad, vele voetballers moesten in militaire dienst en de contracten met de buitenlandse profs werden opgezegd. In september 1939, bijna twee jaar nadat hij aldaar de trein naar Metz had genomen, keerde Bakhuys terug in Rotterdam. Hij nam hier het voormalige café van Manus Vrauwdeunt aan de Oranjeboomstraat 66 over. Op 16 oktober 1939 werd het café geopend in aanwezigheid van vele figuren uit de sportwereld. Heel af en toe speelde Bakhuys nog eens in een wedstrijd van het elftal van de Rotterdamse caféhouders mee maar uiteindelijk beviel het ook in Rotterdam niet meer waarna hij medio 1940 vertrok naar Den Haag. In april 1941 vestigde Bakhuys zich weer in Zwolle aan de Jufferenwal 1. Hij stond als verzekeringsagent te boek. Bakhuys verzocht de KNVB om hem een trainerslicentie te geven opdat hij als trainer geld kon verdienen. Hij had reeds een contract getekend bij de Meppeler voetbalverenigingen MSC en Alcides. De licentie werd echter door het bestuur van de NVB geweigerd. Niet lang na zijn aankomst in Zwolle had hij zich voor de Economische Rechter aldaar te verantwoorden. Op 18 november 1941 stond Bakhuys terecht op verdenking van het verkopen van distributiebescheiden. Bakhuys werd conform de eis veroordeeld tot een maand gevangenisstraf. Bakhuys was het niet eens met de veroordeling en ging derhalve in hoger beroep. De Advocaat-Generaal achtte het delict bewezen maar vond de straf te hoog. De eis werd daarom verlaagd naar fl 40,- boete of 20 dagen gevangenisstraf. Het Gerechtshof te Arnhem sprak Bakhuys op 7 april 1942 echter geheel vrij nu het niet bewezen achtte dat er sprake was geweest van verkoop of aanbieding ter verkoop.
Hierna moest Bakhuys in het kader van de Arbeitseinsatz naar Leipzig. Na hier enige tijd te hebben doorgebracht slaagde hij er in te worden overgeplaatst naar Metz waar hij de rest van de oorlog doorbracht. Daarna verhuisde hij weer naar Nederland.

### Na het voetballen
In 1948 woonde hij in Apeldoorn en in 1951 te Wassenaar. Hij was toen werkzaam als reclameagent. In datzelfde jaar scheidde hij van zijn vrouw en in september van dat jaar werd hij opgenomen in het sanatorium Oranje Nassau's Oord te Renkum. Het duurde tot medio 1955 voor hij eindelijk hersteld was. Het laatste jaar van zijn kuur bracht hij door in het sanatorium te Scheveningen. In 1956 trouwde hij met Baligje van der Velden (roepnaam Bep). Vervolgens ging hij werken bij het Centraal Bureau Rijvaardigheidsbewijzen in Rijswijk. Ook werd hij begin jaren zestig voor korte tijd medewerker van het televisieprogramma Sport in beeld, de voorloper van Studio Sport, en schreef hij een periode stukjes voor een krant. Hij verhuisde naar Den Haag (Laan van Meerdervoort) en nadien naar Kijkduin. In 1974 ging hij met pensioen bij het CBR. Beb Bakhuys overleed in 1982 op 73-jarige leeftijd.

## Trivia
- Hoewel zijn naam meestal wordt geschreven als Bep Bakhuys, werd door Oranje-archivaris Matty Verkamman duidelijk gemaakt dat de juiste spelling Beb Bakhuys moest zijn, als verbastering van baby, omdat Bakhuys de jongste uit het gezin was. Hij had nog twee broers en twee zusters. Overigens kreeg Beb vijf jaar later nog een broertje (1914) met dezelfde voorletters.
- Lange tijd werd aangenomen dat Bakhuys 30 doelpunten voor Oranje had gescoord. In Nederland zijn sportstatistieken altijd al een ondergeschoven kindje geweest. Pas toen Abe Lenstra eind jaren vijftig het record dreigde te verbreken is, meer dan 20 jaar nadat Bakhuys zijn laatste interland had gespeeld, eens gekeken wanneer het record nu eigenlijk was verbroken. Niet dat er getwijfeld werd aan de score van Bakhuys, maar wel aan de statistieken van Lenstra. Abe had zelf becijferd dat hij per 23 april 1958 zijn 30e en 31e interlanddoelpunt had gemaakt tegen Curaçao. De KNVB had echter becijferd dat Abe het record niet had verbeterd maar door het scoren van zijn 29e en 30e doelpunt had geëvenaard.[96] Op 15 oktober 1958 werd het record verbeterd geacht door het eerste van twee doelpunten van Abe tegen Denemarken.[97] Beb Bakhuys was bij deze wedstrijd aanwezig en feliciteerde Abe direct na afloop met het verbreken van het record.[98] Ook toen Faas Wilkes op 4 november 1959 op zijn beurt het record van Lenstra brak stond Bakhuys nog met 30 doelpunten vermeld.[99] Nog in 1962 meldde Wilkes dat Bakhuys 30 doelpunten had gemaakt.[100] Daarna is er, kennelijk ter gelegenheid van het 75-jarige bestaan van de KNVB, toch nog eens gerekend want in 1964 werden er 28 doelpunten voor Bakhuys vermeld.[101] Zo is het sindsdien gebleven. Dat Abe op 13 april 1958 met zijn tweede doelpunt tegen België het record had geëvenaard en op 23 april 1958 met zijn eerste doelpunt tegen Curaçao had verbeterd was iedereen ontgaan.
- Lange tijd is aangenomen dat Bakhuys de eerste Nederlandse profvoetballer was. In 2007 is echter gebleken dat voormalig Ajax doelman Gerrit Keizer, al eerder bij het Engelse Arsenal FC een korte periode als prof actief is geweest.[102] In 2009 werd bekend dat Gerrit Visser nóg eerder dan Keizer profvoetballer werd bij de bedrijfsvoetbalclub Bethlehem Steel FC in de VS.[103]